# Hope Powell
Hope Patricia Powell (Londres, 8 de diciembre de 1966) es una exfutbolista internacional inglesa y gerente del primer equipo femenino de Brighton & Hove Albion. Fue entrenadora del equipo nacional de fútbol femenino de Inglaterra y del equipo olímpico femenino de fútbol de Gran Bretaña hasta agosto de 2013. Como jugadora, Powell ganó 66 partidos con Inglaterra, principalmente como mediocampista ofensivo, anotando 35 goles.

## Carrera
Hizo su debut en Inglaterra a los 16 años y jugó en la Copa Mundial Femenina de la FIFA 1995, la primera aparición en Inglaterra. También fue vicecapitana de su país. A nivel de club, Powell jugó en cuatro finales de la Copa Femenina de FA y capitaneó a Croydon para un doble de Liga y Copa en 1996.
La Asociación de Fútbol (FA) nombró a Powell como el primer entrenador nacional a tiempo completo de Inglaterra en 1998. Lideró al equipo en las ediciones de 2001, 2005, 2009 y 2013 del Campeonato Femenino de la UEFA. Después de no poder clasificarse en 2003, guio a Inglaterra a los cuartos de final de la Copa Mundial Femenina de la FIFA en 2007 y 2011. Los mejores resultados de Inglaterra, llegando a la final del Campeonato Femenino de la UEFA en 1984 y 2009, contó con Powell. Fue jugadora en la primera y entrenadora en la segunda.
Además de administrar el equipo sénior de Inglaterra, Powell supervisó toda la estructura desde los menores de 15 años hasta los menores de 23 años, un esquema de tutoría de entrenadores y el Centro Nacional de Desarrollo de Jugadores de la FA en la Universidad de Loughborough. En mayo de 2009, la administración de Powell implementó contratos centrales, para ayudar a los jugadores a enfocarse en el entrenamiento y el juego a tiempo completo, sin tener que adaptarse al empleo a tiempo completo. Inicialmente 17 jugadores firmaron contratos. En 2003, Powell se convirtió en la primera mujer en obtener la Licencia Pro de la UEFA, la calificación de entrenador más alta disponible.
- Datos: Q10861
- Multimedia: Hope Powell / Q10861